# Château de Surpierre
Le château de Surpierre est un château de la commune de Surpierre dans le canton de Fribourg en Suisse. C'est un bien culturel d'importance nationale.

## Histoire
Au XIIe siècle, un fort est documenté à Surpetra, sans qu'on ne sache s'il se situe sur le site actuel du château ou un autre endroit à proximité. De 1142 à 1233, le fief de Surpierre appartient à une famille noble du même nom.
Au XIIIe siècle, la famille de Cossonay possède Surpierre et plusieurs villages environnants. Le château est attesté à la fin du XIIIe siècle. Il ne subsiste toutefois que quelques éléments de ce château dans l'édifice actuel, dont une tour carrée et les fenêtres en arc en ogive de la chapelle.
En 1344, le bourg castral est attesté historiquement. Au cours des XIVe et XVe siècles, le château passe par un grand nombre de propriétaires. En 1472, Jacques de Savoie, comte de Romont. acquiert le château. C'est ainsi qu'il se retrouve impliqué dans les Guerres de Bourgogne. En 1476, le château et le bourg sont ravagés par un incendie. Le château est reconstruit mais la bourgade est abandonnée.
L'année 1536 est marquée par la conquête du Pays de Vaud, alors que Reynaud, donzel de Romont, est le châtelain du château de Surpierre. Le 21 février 1536, Surpierre est capturé par Berne, qui le donne ensuite à Fribourg le 1er mars, créant une petite enclave. Fribourg nomme un bailli qui se voit attribuer l'autorité sur les terres aux environs de Surpierre. En 1539, un nouvel incendie endommage le château. Celui-ci est reconstruit en 1544 pour en faire la résidence baillivale. Plusieurs bâtiments supplémentaires sont toutefois ajoutés au complexe, dont une porte principale ornée. Un pont-levis est également construit au-dessus des douves sèches et des jardins sont aménagés autour du château. 
De 1798 à 1803, Surpierre est incorporé au district d'Estavayer. De 1803 à 1848, il forme un district qui comprend différents villages, avec résidence du préfet au château comme du temps des baillis. 
En 1848, Surpierre est intégré au district de la Broye, qui achète le château. Deux ans plus tard, en 1850, il passe en mains privées lorsqu'il est acquis par le marchand marseillais Victor-Henri Leenhart-Imer.
Après être passé par plusieurs propriétaires, Max Bürki l'achète en 1951 à la famille Delpech, famille d'artistes qui occupait le château depuis plusieurs décennies.